# ماری دو بون
ماری دو بون (انگلیسی: Mary de Bohun; ح. 1369/70 – ۴ ژوئن ۱۳۹۴) نخستین همسر هنری چهارم اهل پادشاهی انگلستان بود.